# Veikko Aaltonen
Veikko Aaltonen (sinh ngày 1 tháng 12 năm 1955 tại Sääksmäki, Phần Lan) là một đạo diễn, biên tập viên, biên tập âm thanh, quản lý sản xuất, nhà văn và diễn viên người Phần Lan.
Aaltonen bắt đầu sự nghiệp của mình vào giữa những năm 1970 với vai trò biên tập âm thanh cho nhiều bộ phim khác nhau. Đầu sự nghiệp của mình, ông đã làm việc với Rauni Mollberg với tư cách là đồng biên kịch cho hai bộ phim của mình, Milka (1980) và The Unknown Soldier (1985).
Năm 1987, Aaltonen đạo diễn bộ phim điện ảnh đầu tiên của mình, Tilinteko, bộ phim mà ông đồng sáng tác với Aki Kaurismäki, người cũng sản xuất bộ phim. Năm năm sau, ông  đạo diễn một bộ phim được coi là bước đột phá chính của ông, The Prodigal Son (1992). Aaltonene là đạo diễn Phần Lan đầu tiên làm việc về các chủ đề như ấu dâm, sadomasochism và sự khuất phục tình dục mà không có uy tín và đạo đức.
Aaltonen cũng đã làm phim tài liệu và đạo diễn phim truyền hình.

## Một phần sự nghiệp điện ảnh
- The Worthless (Arvottomat, 1982) – diễn viên
- Crime and Punishment (Rikos ja rangaistus, 1983) – biên tập viên
- The Unknown Soldier (Tuntematon sotilas, 1985) – đồng biên kịch
- La Vie de Bohème (1992) – biên tập viên
- Our Father... (Isä meidän, 1993) – đạo diễn, biên kịch, biên tập viên
- Seasick (1996) – đạo diễn, đồng biên tập viên
- Kiss Me in the Rain (Rakkaudella, Maire, 1999) – đạo diễn, biên tập viên
- Maa (2001) – đạo diễn, biên tập viên, biên kịch[2]
- Työväenluokka (2004) – đạo diễn, biên kịch, biên tập viên[3]
- Paimenet (2004) – đạo diễn, biên kịch[4]
- Trench Road (Juoksuhaudantie, 2004) – đạo diễn, biên kịch
- Uudisraivaaja (2005) – đạo diễn
- Sydänjää (2007) – đạo diễn
- Harvoin tarjolla (2008) – đạo diễn
- Helppo elämä (phim truyền hình dài tập, 2009–2011) – đạo diễn
- Kansan mies (phim truyền hình dài tập, 2013–) – đạo diễn